# Kim Seung-dae
Đây là một tên người Triều Tiên, họ là Kim.
Kim Seung-dae (tiếng Hàn: 김승대; Hán-Việt: Kim Thành Đại; sinh ngày 1 tháng 4 năm 1991) là một cầu thủ bóng đá Hàn Quốc thi đấu ở vị trí tiền đạo cho Pohang Steelers.

## Sự nghiệp
Anh gia nhập Pohang Steelers trước khi mùa giải 2013 khởi tranh. Anh có bàn thắng tại màn ra mắt tại vòng chung kết Cúp Quốc gia Hàn Quốc 2013 trước Jeonbuk Hyundai Motors.

## Sự nghiệp quốc tế

### Bàn thắng quốc tế
| No. | Ngày               | Địa điểm                                       | Đối thủ    | Tỉ số | Kết quả | Giải đấu                |
| --- | ------------------ | ---------------------------------------------- | ---------- | ----- | ------- | ----------------------- |
| 1   | 2 tháng 8 năm 2015 | Sân vận động Trung tâm Thể thao Vũ Hán, Vũ Hán | Trung Quốc | 1–0   | 2–0     | Cúp bóng đá Đông Á 2015 |